# Micheldever
Micheldever – wieś w Anglii, w hrabstwie Hampshire, w dystrykcie Winchester. Leży 13 km na północny wschód od miasta Winchester i 89 km na południowy zachód od Londynu. Miejscowość liczy 800 mieszkańców.